# Tony Pitt
Anthony Russell „Tony“ Pitt (* 1. März 1940 in Wolverhampton; † 8. Januar 2021) war ein britischer Musiker (Gitarre, Banjo) des Traditional Jazz.

## Leben und Wirken
Pitt stammte aus einer musikalischen Familie; der Bassist Vic Pitt war sein Bruder. Er lernte zunächst in der Schule Geige und wechselte dann zum Banjo, als er in Chatham mit den lokalen Crescent City Stompers auftrat. Schließlich wandte er sich der Gitarre zu und gründete ein eigenes Skiffletrio, in dem auch sein Bruder spielte. 1960 gehörte er zur Band von Kenny Ball, spielte 1961 mit Cy Laurie und mit Nat Gonella. Bis 1963 war er Mitglied in der Band von Alex Welsh, trat mit Memphis Slim auf und war dann sechs Monate bei der Mike Cotton Sound. Zwischen 1964 und 1974 spielte er bei Acker Bilks Paramount Jazz Band, um dann wieder mit den Jazz Men von Kenny Ball zu wirken, aber auch mit Alan Elsdon. In den 1990er Jahren war er Mitglied von Laurie Chescoes Good Time Jazz, um dann mit Terry Lightfoots Jazzmen und Phil Masons New Orleans All Stars aufzutreten. Auch spielte er mit Bob Bates’ Sousaphonia. Seit 2006 war er mit seinen eigenen All Stars unterwegs. Er ist auch auf Alben von Humphrey Lyttelton und Wally Fawkes zu hören.

## Lexikalische Einträge
- John Chilton: Who's Who of British Jazz Continuum, London 2004, ISBN 0-8264-7234-6